# North Miami Beach Challenger 2002
Il North Miami Beach Challenger 2002 è stato un torneo di tennis facente parte della categoria ATP Challenger Series nell'ambito dell'ATP Challenger Series 2002. Il torneo si è giocato a North Miami Beach negli Stati Uniti dall'11 al 17 marzo 2002 su campi in cemento.

## Vincitori

### Singolare
Vince Spadea ha battuto in finale  Ota Fukárek con il punteggio di 4–6, 6–1, 6–4

### Doppio
Eric Nunez /  Graydon Oliver hanno battuto in finale  Ota Fukárek /  Jim Thomas con il punteggio di 3–6, 7–6(5), 7–5